# Mékhitar de Sébaste
Mékhitar de Sébaste (en arménien Մխիթար Սեբաստացի), né le 7 février 1676 et mort le 27 avril 1749), est un moine catholique arménien. Il est le fondateur de ce qui devient ensuite la Congrégation des pères mékhitaristes.

## Biographie

### Ordination
Né sous le nom de Petros Manuk à Sébaste (l'actuelle ville de Sivas en Turquie), il prend le nom de Mékhitar en entrant au monastère Surp Nshan (Sainte Croix). Il est ordonné prêtre en 1696.

### Fondateur de l'ordre mékhitariste
En 1700, soucieux de fonder un ordre religieux consacré à la renaissance spirituelle du peuple arménien, il fonde à Constantinople ce qui sera connu sous le nom d'ordre mékhitariste après sa mort. Deux ans plus tard, l'ordre s'installe sur le territoire vénitien de Morée, pour échapper aux tracasseries du patriarche arménien de Constantinople. En 1715, l'ordre se fixe sur l'île de San Lazzaro degli Armeni à l'invitation de la République de Venise. Mékhitar y construit un monastère.

### Écrivain
Il est également considéré comme le pionnier de la renaissance de la littérature arménienne en langue classique : édition de la Bible en 1735, dictionnaire arménien en 1749.

### Mort
Il meurt le 27 avril 1749. Sa tombe se trouve dans l'église du monastère qu'il a fait construire.